# Croix Fitzgerald
La croix Fitzgerald est située dans le cimetière de Boismoreau, à Vannes dans le Morbihan.

## Localisation
La croix est située à la 8e division, 6e rang, 7e place dans le cimetière de Boismoreau.

## Historique
Cette croix est sculptée pour orner le tombeau de Gerarld Fitzgerald Lentaigne de Tallagh, Irlandais mort en 1867 à l'âge de 16 ans pendant ses études au lycée Saint-François-Xavier . Il est possible qu'elle ait été déplacée à proximité de la cathédrale, avant de rejoindre son emplacement définitif.
La croix fait l’objet d’une inscription au titre des monuments historiques depuis le 21 mai 1937.

## Architecture
Il s'agit d'une croix celtique d'inspiration irlandaise construite en calcaire. Un pinacle coiffe le tout, et protège l'inscription « Priez pour l'âme de Gerald ».